# Papa Urban al III-lea
Papa Urban al III-lea (n. secolul al XII-lea, Cuggiono, Lombardia, Italia – d. 20 octombrie 1187, Ferrara, Statele Papale; nume burghez: Uberto Crivelli) a fost papă al Romei din 25 noiembrie 1185 până la moartea sa. Urban înseamnă "orășeanul" (lat.).
Ca cei mai mulți lombarzi s-au aflat în opoziție cu Frederic I. Barbarossa.
După anul 1168 era arhidiaconul din Bourges și Milano, apoi, din 9 ianuarie 1185, episcopul din Vercelli și arhiepiscopul din Milano.
În data de 25 noiembrie 1185 avea să fie succesorul lui Lucius al III-lea , dar a rămas și arhiepiscop de Milano. Eforturile depuse de el să se ajungă la o nouă înțelegere cu Împăratul  erau zadarnice. De exemplu, la nunta lui Konstanze cu moștenitorul la tron Henric s-au prezentat  doar doi cardinali în loc de Urban însuși.
Când Cremona s-a revoltat împotrivă Împăratului, Frederic a înăbușit revolta dând vina pe papă (aceasta era și atitudinea clerului german).
În sfârșit zona de influență a papei era redusă la regiunea Veronei în timp ce restul Lombardiei era deja supus lui Henric al VI-lea. Căutând împăcarea cu Împăratul, Urban a pregătit o călătorie până la participanții cruciadei noi care s-au aflat la Veneția.
Decesul lui  a survenit pe data de 20 octombrie 1187 la Ferrara fiind copleșit de aflarea vestii despre cucerirea Ierusalimului de către Sultanul Saladin (2 oct. 1187).

## note
1. 1 2  Enciclopedia dei Papi[*] Verificați valoarea |titlelink= (ajutor)
2. ↑  Catholic-Hierarchy.org, accesat în 17 octombrie 2020